# Real Academia Española
La Real Academia Española (RAE) è l'organismo responsabile di elaborare le regole linguistiche della lingua spagnola, concretizzate nel dizionario, la grammatica e l'ortografia che garantiscono uno standard linguistico comune.
Si tratta di un'istituzione culturale fondata nel 1713 da un gruppo di illuministi che, riuniti intorno a Juan Manuel Fernández Pacheco, marchese di Villena, concepirono l'idea di creare un'accademia dedicata, come l'accademia francese, a lavorare al servizio dell'idioma nazionale. L'anno seguente, il re Filippo V approvò la costituzione dell'Accademia Spagnola e la collocò sotto “riparo e protezione Reale”.
Ritenendo che la lingua spagnola avesse raggiunto un momento di perfezione somma, divenne proposito della Real Academia di cristallizzare i vocaboli con le loro proprietà di eleganza e purezza. Questa finalità fece nascere l'emblema formato da un crogiolo al fuoco, con il motto «Limpia, fija y da esplendor», cioè «Pulisce, fissa e dà splendore». Pertanto l'istituzione nacque come un centro di lavoro dedicato «al servizio dell'onore della nazione».
Questa vocazione di utilità collettiva divenne il principale segno di identità dell'Accademia, differenziandola dalle altre accademie avevano proliferato nei secoli d'oro e che erano concepite solo come circoli letterari occasionali.
Dopo poco tempo l'Accademia vide riconosciuta la propria autorità in materia linguistica, sopravvivendo alle più difficili vicissitudini storiche; prima di tutto perché rispondeva ad una necessità permanente, quale quella di regolare una lingua di così ampia estensione come lo spagnolo; successivamente anche perché ha svolto il suo ruolo a al di sopra di tutte le ideologie politiche ed è senza dubbio riuscita ad adattare il suo funzionamento ai diversi periodi storici senza però rinunciare alla tradizione.
Nel nuovo statuto, approvato nel 1993, fu considerato necessario modificare l'antico motto adattandolo all'obiettivo superiore di lavorare al servizio dell'unità della lingua.

Paesi con un'accademia della lingua spagnola

Quando venne proclamata l'indipendenza delle province latinoamericane, la RAE promosse la nascita di accademie corrispondenti in ognuna delle giovani repubbliche latinoamericane. Questa decisione non era motivata da interessi politici, ma da considerazioni di ordine davvero superiore: tutti i cittadini di tutte quelle nazioni hanno una patria originaria comune ed una stessa lingua e dividono il patrimonio di una stessa letteratura.

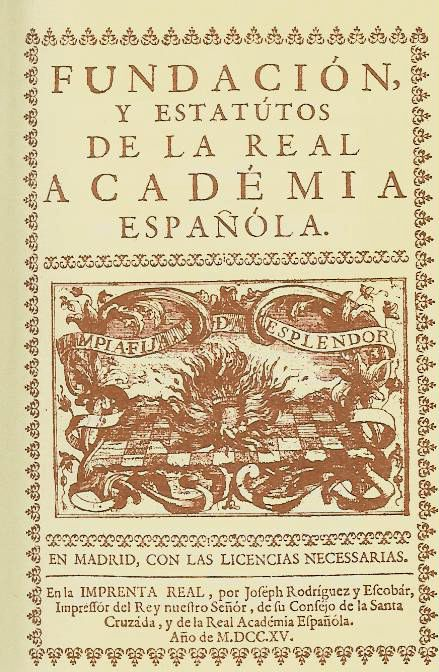
Copertina della prima edizione di Fundación y estatutos de la Real Academia Española (1715)

Alle diciannove accademie sudamericane si aggiunsero l'Academia Filipina de la Lengua Española e l'Academia Norteamericana de la Lengua Española. Queste ventuno accademie costituiscono, insieme alla RAE la Asociación de Academias de la Lengua Española, fondata nel 1951 durante il I Congreso de Academias, celebrato in Messico.
La sede della RAE si trova a Madrid.

## Storia
La Real Academia Española fu fondata nel 1713 su iniziativa di Juan Manuel Fernández Pacheco, marchese di Villena e duca di Escalona, con il proposito di fissare le voci ed i vocaboli della lingua castigliana nella loro maggiore eleganza e purezza.
L'obiettivo era mantenere la lingua nella bellezza raggiunta durante il XVI secolo e che si era consolidata nel XVII. Si presero come modelli l'Accademia della Crusca (1582) e l'accademia francese (1635). La creazione fu approvata il 3 ottobre 1714 dalla Real Cédula di Filippo V. Gli accademici godevano quindi preminenze ed esenzioni concesse a tutti coloro al servizio della Casa Reale.
Nel 1723 Ferdinando VI permise all'Accademia di pubblicare le opere dei suoi membri senza censura preventiva.
Nel 1784, María Isidra de Guzmán y de la Cerda, prima donna laureata all'Università di Alcalá, venne ammessa come accademica onoraria e, dopo aver pronunciato il suo discorso, non tornò più. Fu probabilmente la prima donna accademica del mondo, e non ce ne furono altre fino all'elezione di Carmen Conde nel 1978, Elena Quiroga nel 1983 e Ana María Matute nel 1996.
Nel 1848 l'Accademia riformò l'organizzazione con dei nuovi statuti, approvati dal decreto reale. Altri decreti reali (1859, 1977, 1993) approvarono ulteriori riforme.
Dal 1870 in America e nelle Filippine nascono accademie corrispondenti di lingua spagnola. Questo hanno stesso rango e condizioni della RAE. Nel 2000 la RAE fu premiata con il Premio Príncipe de Asturias de la Concordia.
Il 20 ottobre 1993 venne costituita la Fundación Pro Real Academia Española, entità che ha come finalità quella di reperire risorse economiche per il finanziamento delle imprese dell'Accademia. È retta da un patronato, la cui presidenza onoraria appartiene al Re di Spagna, la presidenza affettiva al governatore della Banca di Spagna e la vicepresidenza al direttore della Real Academia Española. La carica di consigliere è affidata a soci fondatori, i quali possono essere presidenti delle comunità autonome e di imprese private.
La fondazione è aperta alla partecipazione di privati mediante il pagamento di una quota economica come membri benefattori; tra le attività sovvenzionate ci sono la creazione della banca dati, il Diccionario del estudiante, il Diccionario panhispánico de dudas ed opere in progetto o sviluppo come la Gramática normativa.

## Funzioni
Il primo articolo dello statuto della RAE dice:
La RAE è considerata frequentemente come un'organizzazione conservatrice, forse perché tra le sue finalità si trova la preservazione della lingua spagnola. Senza dubbio è caratterizzata anche dall'esercizio di un'influenza progressista, con lo sforzo di mantenere il linguaggio formale in sintonia con l'attualità. Un esempio di questo tipo si verificò nel 1994, quando si decise che le consonanti ch e ll sarebbero state alfabetizzate insieme alla c ed alla l, non più come lettere indipendenti come nel passato. La RAE segue inoltre un processo formale per l'ammissione di nuove parole.

## Organizzazione e funzionamento

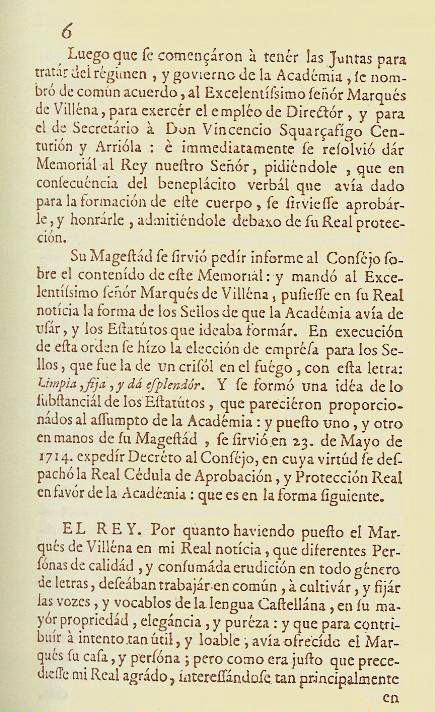
Facsimile di una pagina della prima edizione dello statuto della RAE (1715).

Secondo lo statuto, la RAE è composta da:
- Accademici di numero (46 in totale);
- Accademici corrispondenti spagnoli (fino a un massimo di 60);
- Accademici corrispondenti stranieri;
- Accademici di numero delle accademie americane (che per diritto sono accademici corrispondenti);
- Accademici onorari.

Una giunta del governo dirige l'Accademia e supervisiona tutte le faccende relative al buon funzionamento. La giunta è presieduta dal direttore dell'Accademia ed è costituita da vicedirettore, segretario, censore, bibliotecario, tesoriere, vicesegretario e due consiglieri aggiunti. Tutti gli incarichi sono elettivi e, tranne i consiglieri, che si eleggono ogni due anni, possono esercitare per quattro anni, prorogabili una volta sola.
L'Accademia funziona con “Pleno” (assemblea) e “Comisiones” (comitati) che si riuniscono settimanalmente. I comitati hanno l'incarico di elaborare le proposte che successivamente saranno esaminate ed eventualmente approvate dall'assemblea.
L'Assemblea, formata da tutti gli accademici, si riunisce durante il corso accademico il giovedì sera. Una volta approvati gli atti della sessione precedente e dibattuti i temi generali, gli assistenti presentano correzioni o aggiunte al dizionario. Dopo di che, si esaminano le proposte formulate dai diversi Comitati. Le soluzioni, nel caso non si raggiunga l'unanimità, si decide mediante votazione.
Al servizio dei lavori che l'Accademia sviluppa tramite Assemblea e Comitato, funziona un istituto di lessicografia, integrato da filologi e lessicografi che realizzano le basi di appoggio per l'elaborazione dei dizionari accademici.

## Accademici di numero
I membri dell'Accademia sono eletti a vita dal resto degli accademici e sono soprannominati Immortali. Ogni accademico ha una poltrona assegnata alla sua persona e contrassegnata con una lettera dell'alfabeto (sia maiuscole che minuscole). Gli accademici di numero sono (in ordine di ingresso):
| - (O) Pere Gimferrer (1985) - (c) Víctor García de la Concha (1992) - (l) Emilio Lledó (1994) - (C) Luis Goytisolo (1995) - (L) Mario Vargas Llosa (1996) - (b) Eliseo Álvarez-Arenas Pacheco (1996) - (u) Antonio Muñoz Molina (1996) - (V) Juan Luis Cebrián (1997) - (t) Ignacio Bosque (1997) - (ñ) Luis María Anson (1998) - (I) Luis Mateo Díez (2001) - (N) Guillermo Rojo (2001) - (k) José Antonio Pascual (2002). Vicedirettore della RAE - (E) Carmen Iglesias (2002) - (f) Luis Ángel Rojo (2003) - (T) Arturo Pérez-Reverte (2003) - (G) José Manuel Sánchez Ron (2003) - (j) Álvaro Pombo (2004) - (o) Antonio Fernández Alba (2006) - (h) José Manuel Blecua Perdices (2006). - (a) Pedro García Barreno (2006) - (S) Salvador Gutiérrez Ordóñez (2008) - (D) Darío Villanueva (2008). Direttore della RAE - (m) José María Merino (2009). Vicesegretario della RAE - (g) Soledad Puértolas (2010) | - (P) Inés Fernández-Ordóñez (2011) - (Q) Pedro Álvarez de Miranda (2011) - (e) Juan Gil Fernández (2011) - (f) José Terceiro Lomba (2012) - (r) Santiago Muñoz Machado (2013) Segretario della RAE - (b) Miguel Sáenz Sagaseta de Ilúrdoz (2013) - (n) Carme Riera Guilera (2013) - (Z) José Luis Gómez (2014) - (B) Aurora Egido (2014) - (F) Manuel Gutiérrez Aragón (2016) - (H) Félix de Azúa (2016) - (U) Clara Janés (2016) - (s) Paz Battaner (2017) - (J) Carlos García Gual (2019) - (M)Juan Mayorga Ruano (2019) - (K) José María Bermúdez de Castro (2022) - (i) Paloma Díaz-Mas (2022) - (d) Dolores Corbella (2023) - (q) Asunción Gómez-Pérez (2023) - (X) Clara Sánchez (2023) - (A) Pedro Manuel Cátedra (2024) Accademici eletti che non hanno ancora preso possesso del loro scranno - (R) Javier Cercas (13-6-2024)) Scranni vacanti per la scomparsa del loro detentore - (p) Francisco Rico (27-4-2024) |

## Direttori
Nella sua storia la Real Academia Española ha avuto trenta direttori, la carica di direttore è associata a quella di direttore della Asociación de Academias de la Lengua Española.
| - Juan Manuel Fernández Pacheco (1713) - Mercurio Antonio López Pacheco (1725) - Andrés Fernández Pacheco (1738) - Juan Pablo López Pacheco (1746) - José de Carvajal y Lancaster (1751) - Fernando de Silva Álvarez de Toledo (1754) - José Bazán de Silva y Sarmiento (1776) - Pedro de Silva y Sarmiento de Alagón (1802) - Ramón Cabrera y Rubio (1814) - José Miguel de Carvajal (1814) | - José Gabriel de Silva Bazán (1828) - Francisco Martínez de la Rosa (1839) - Ángel Saavedra, duque de Rivas (1862) - Mariano Roca de Togores (1865) - Juan González de la Pezuela y Ceballos (1875) - Alejandro Pidal y Mon (1906) - Antonio Maura y Montaner (1913) - Ramón Menéndez Pidal (1926) - José María Pemán y Pemartín (1939) - Francisco Rodríguez Marín (1940) | - Miguel Asín Palacios (1943) - José María Pemán y Pemartín (1944) - Ramón Menéndez Pidal (1947) - Dámaso Alonso (1968) - Pedro Laín Entralgo (1982) - Manuel Alvar López (1988) - Fernando Lázaro Carreter (1991) - Víctor García de la Concha (1998) - José Manuel Blecua Perdices (2010) - Darío Villanueva (2014) |

## Pubblicazioni
- Diccionario de la Lengua Española (Real Academia Española, 1984)[7]
- Boletín de la Real Academia Espanola de Historia Natural (sezione di Geologia)[8]
- Boletín de la Real Academia Espanola de Historia Natural (sezione di Biologia)[9]